# 로버트 고셋
로버트 고셋(Robert Gossett, 1954년 3월 3일 ~ )은 미국의 배우이다.
브롱크스에서 태어났다.

## 출연 작품
- 블랙 라이더 (2014년)
- 플라잉 바이 (2009, Flying By)
- 지미 집 (1999년)
- 함정 (1999년) - FBI 요원 위트 카버 역
- 메이커 (1997년)
- 약속된 땅 (1996년)
- 피닉스 (1995년)
- 증오 (1995년)
- 네트 (1995년)
- 닥터슬론 (1993년)
- 레이디킬러 (1992년)
- 배트맨 2 (1992년)
- 부활자 (1989년)

### 텔레비전
- 베벌리힐스 아이들 (1997)
- 다크 엔젤 (2000)
- 더 영 앤 더 레스트리스 (2007)
- 클로저 (2005) - Captain 테일러 역
- 메이저 크라임 (2012)